# Vara Blanca
Vara Blanca è un distretto della Costa Rica facente parte del cantone di Heredia, nella provincia omonima.
Vara Blanca comprende 6 rioni (barrios):
- Jesús María
- Legua
- Legua de Barva
- Montaña Azul
- San Rafael
- Virgen del Socorro